# Peter Kees
Peter Kees (* 19. Dezember 1965 in Bayreuth) ist ein deutscher Konzeptkünstler.

## Leben
Kees studierte nach seiner Schulzeit in Bayreuth zunächst Geisteswissenschaften und arbeitete als Theaterregisseur, ehe er sich ausschließlich der Bildenden Kunst widmete. Heute lebt und arbeitet der Künstler in Bayern und Berlin. Häufig sorgte er mit gesellschaftskritischen Projekten für Aufsehen (u. a. ICH AG, Unternehmen Zukunft – Leben ohne Geld, 100%SICHER, Wir machen mehr aus Ihrem Geld). In seinem Langzeitprojekt TV REAL – erstes öffentliches Ersatzfernsehen interviewt er öffentlich Menschen aus allen Gesellschaftsschichten und versucht dabei, individuelle Lebenshaltungen und -erfahrungen zu ergründen. 2006 gründete er die Arkadische Botschaft, deren Botschafter er seitdem ist. Neben dem Berliner Hauptsitz gründet er international Konsulate. Seit 2013 besetzt er europaweit einzelne Quadratmeter Land und erklärt diese okkupierten Flächen zu arkadischem Hoheitsgebiet. 2021 erhielt er einen der Hauptpreise des Tassilo-Preises der Süddeutschen Zeitung.

## Werke (Auswahl)
Die Intervention ICH AG machte ihn 2002 überregional bekannt. Kees nahm den Begriff wörtlich und stellte seine Lebenszeit in Rechnung, beispielsweise durch eine an die Bundesregierung adressierte Rechnung für gelebte Lebenszeit.
Bereits zuvor war er in den Medien mit dem Projekt Kunstschießplatz: SCHIESSMICH (2002) aufgefallen. Kees forderte Menschen auf, jeweils auf ihr eigenes Bild zu schießen.
Seit 2002 führt er an wechselnden Orten sein Interviewprojekt TV REAL durch, unter anderem in dem Kunsthaus Bregenz, in der taz oder in der Galerie DNA Berlin.
Wieder Aufsehen erregte er 2004 mit der Arbeit UNTERNEHMEN ZUKUNFT – Leben ohne Geld, in der er öffentliches Überlebenstraining anbot.
Das Goethe-Institut lud ihn 2004 mit dem Projekt Identity-Checkpoint in osteuropäische Hauptstädte ein. Kees forderte Passanten auf, ihre persönliche und soziale Identität anzugeben, sowie DNA-fähiges Material zu spenden. Die Ergebnisse dieser Auseinandersetzung mit Identität waren im Martin-Gropius-Bau in Berlin zu sehen.
2005 sprengte er Gepäckstücke in der Intervention 100%SICHER. Die gesprengten Überreste sowie ein Video der Sprengungen waren in verschiedenen Ausstellungen zu sehen, unter anderem in La Cappella Barcelona, im Museum for Contemporary Art Skopje und in der NGBK Berlin.
Auf der Biennale von Havanna 2006 stellte er erstmals die Arkadische Botschaft vor. Dort verteilte Kees arkadische VISA und ASYL. In der Berliner Galerie artMbassy ist der Sitz der Berliner Botschaft Arkadiens. Konsulate gibt es unter anderem am ACC Weimar und am PAN Neapel.
Mit seinen Kollegen Uwe Jonas und Hans Winkler zerstörte Kees 2007 Geldscheine mit Säure und zeigte das zu Kunst transformierte Geld in der Ausstellung Wir machen mehr aus Ihrem Geld in Berlin.
In der Arbeit „… oder die Kunst, einfach zu sein“ erklärte Kees 2008 die Bäckerei Kollwitz in Berlin zum Kunstwerk.
Am 14. Juni 2013 hat er auf finnischem Staatsgebiet einen Quadratmeter Land besetzt und zum arkadischen Hoheitsgebiet erklärt. Fremde Staatsgewalten dürfen Personen hier nicht mehr belangen. Die Regierung Finnlands wurden darüber informiert und ist aufgefordert, entsprechende Grundbucheinträge vorzunehmen.
Am Walchensee in Bayern besetzte er am 30. August 2013 ebenfalls einen Quadratmeter Land und erklärte ihn zum arkadischen Hoheitsgebiet.
Am 14. Oktober 2013 besetzt Kees einen Quadratmeter Land am Aecherlipass in der Schweiz und erklärt diesen zum arkadischen Hoheitsgebiet. Das löst in und über die Schweizer Medien eine Welle an Diskussionen aus.
Seitdem hat er weitere Arkadische Quadratmeter in Polen, Italien, Österreich, den Niederlanden, Tschechien, Belgien, Griechenland und Frankreich verortet.
2016 veröffentlichte er den Dokumentarfilm Vaterlandschaften, in dem er seine eigene Geschichte vom Ausgegrenztsein und vom Kampf ums eigene Kind zum Thema macht. Kees hat dabei Regie, Kamera und Ton sowie den Schnitt selbst übernommen. Der Film lief deutschlandweit in ausgewählten Kinos.
Am 22. Juli 2016 hat er versucht, die Materialien für einen Arkadischen Quadratmeter über das Türkische Generalkonsulat in München an die Türkische Regierung zu überreichen.
Am 9. April 2017 hat er einen Amtsgerichtsdirektor zum Kunstwerk erklärt, weil dieser ein Kunstwerk zensierte und damit in die Freiheit der Kunst eingriff. 
2019 gründete er das Arkadien-Festival, das Kees 2021 zum zweiten Mal kuratierte.

## Ausstellungen, Interventionen, Aktionen (Auswahl)
- 2020 Sich fühlen wie König Ludwig | Konzert 1 zu 1 oder der Finger in der Wunde · Kunstverein Ebersberg[25]
- 2020 AKTIONSRAUM 2 · Kunstverein Ebersberg[26]
- 2020 Zukunftsvisionenfestival in Görlitz, 2020[27]
- 2020 ALLES OKAY · Elisabeth-Kirche Berlin[28]
- 2020 Beethoven reloaded · Kunstpreis für interdisziplinäre Projekte KSI Michaelsberg, Siegburg[29]
- 2019 OSTRALE Biennale O19, 12. Internationale Ausstellung zeitgenössischer Künste Dresden[30]
- 2019 N 36° 50.376 / E 14° 23.451 · Arkadischer Quadratmeter auf dem Mittelmeer südlich von Sizilien[31]
- 2019 Arkadischer Quadratmeter · N 54.6815 / O 25.2970, Užupis, Vilnius, Litauen
- 2019 Kurator des ARKADIEN FESTIVALS I Kunstverein Ebersberg[32]
- 2018 «ARKADISCHE LANDNAHMEN» I Deutsches Hirtenmuseum Hersbruck, Deutschland[33]
- 2018 Arkadischer Quadratmeter · 49° 30´ 50.45 ´/ E 11° 25´ 36.91´, nordöstlich von Nürnberg auf dem Michelsberg in Hersbruck
- 2017 Arkadischer Quadratmeter · N 48.575579° / E 7.493460°, Strasbourg, Frankreich[34]
- 2017 Arcadia Asyl I documenta 14 I http://www.arcadia-asyl.com[35]
- 2017 »30 Silberlinge – Kunst & Geld« I Sammlung Haupt I Mannheimer Kunstverein
- 2017 Amtsgerichtsdirektor Christian Berg zum Kunstwerk erklärt I Kunstverein Ebersberg [36]
- 2017 «ARKADISCHE LANDNAHMEN» I galerie weisser elefant, Berlin  [37]
- 2016 Sonderausstellung »Kunst prägt Geld: MUSE MACHT MONETEN«, Münzkabinett im Bodemuseum, Staatliche Museen zu Berlin
- 2016 Arkadischer Quadratmeter · N 37,5158 / E 22,1945, Arcadia, Greek
- 2016 Der Versuch, einen Arkadischen Quadratmeter an die Türkei zu überreichen, Türkisches Generalkonsulat München[38]
- 2016 Stadtlandschaft. Raum für Einblicke und Aussichten, Koblenz 1. PREIS: Arkadischer Quadratmeter · N 50° 21′ 46.1″ / E 7° 36′ 12.2″, Deutsches Eck, Koblenz (G)[39]
- 2016 Embassy of Arcadia zu Gast bei Sasha Waltz & Guests ZUHÖREN: Improvisation und Gespräche, Radialsystem V, Berlin
- 2016 Arkadischer Quadratmeter · N 50° 46′ 40″ / E 4° 34′ 9″, nähe Brüssel, Belgien[40]
- 2016 Arkadischer Quadratmeter · N 50° 4′ 25″ / E 14° 0′ 20″, nähe Prag,Tschechien
- 2015 Arkadischer Quadratmeter · N 53° 24′ 40″ / E 6° 11′ 22″, Lauwersoog, Holland
- 2015 Arkadischer Quadratmeter · N 47.32522° / E 009.63933°, Götzis, Österreich[41]
- 2015 Arkadischer Quadratmeter · N 46° 5´ 19″ / O 8° 41´ 12″, Formine, Italien
- 2014 Arkadischer Quadratmeter · N 52.43057°, O 014.79373°, Polen
- 2013 Arkadischer Quadratmeter ·  N 46.90131° / O 08.31742°, Schweiz[42]
- 2013 Arkadischer Quadratmeter ·  N 47° 57′ 35.9″, O 11° 35′ 66.0″2°, Deutschland
- 2013 „Mein lieber Schwan“ ·  Kunstfest Weimar in der ACC Galerie Weimar
- 2013 ON THE THRESHOLDS OF PRIVACY ·  Saari Residence and Mynämäki village, Mynämäki, Finnland
- 2013 Arkadischer Quadratmeter ·  +60° 36′ 31.72″, −21° 50′ 28.66″, Finnland
- 2012 TACTICAL TOPICS – TOPTICAL TOPICS / Media Space Biennal Zagreb 2012
- 2012 Denk mal an Wagner · Kunstverein Worms
- 2012 Arkadische Massenhochzeit | Embassy of Arcadia, Weimar · ACC Weimar
- 2011 Embassy of Arcadia & Am schönsten ist es, wenn es schön ist · Kunsthalle Rostock
- 2011 Arkadische Massenhochzeit | Embassy of Arcadia, Weimar · ACC Weimar
- 2011 Am schönsten ist es, wenn es schön ist… · Galerie Kampl, München
- 2010 Erased Walls · SPACE gallery, Bratislava (Slowakei)
- 2010 Poznań, Mediations Biennale 2010 · Poznań (Polen)
- 2010 Hochkopf-Manifest (mit/with Hs Winkler) · Walchensee (Bayern)
- 2010 You never walk alone · galerie weißer elefant Berlin
- 2010 Arkadischer Abend in der Gemäldegalerie / Embassy of Arcadia · Gemäldegalerie, Staatliche Museen zu Berlin
- 2009 Decima Bienal Habana · Havanna Biennale / Havana Biennial (Kuba)
- 2009 „Erinnerungsland / The Land Of Memories“ · BWA Gallery Zielona Góra (Polen)
- 2008 „…oder die Kunst, einfach zu sein“ – Galerie artMbassy, Berlin[43]
- 2007 „Souvenirs de Kassel – Fundstücke der dokumenta12“ – Galerie artMbassy, Berlin
- 2007 „Wir machen mehr aus Ihrem Geld“ (Ausstellungsprojekt von Uwe Jonas, Peter Kees und Hans Winkler) – Galerie weisser elefant, Berlin
- 2007 „Strictly Berlin 007 Targets of Opportunity“, Berlin
- 2007 „Achtung Sprengarbeiten!“ – NGBK, Berlin
- 2007 „Eroi! Come noi…?“ – PAN Palazzo delle Arti, Napoli
- 2006 „EASY TRANSPORT“ – Museum of Contemporary Art Skopje, Mazedonien
- 2006 „L’Invenzione della Realtà – informazione e comunicazione“ – Artandgallery, Mailand
- 2006 „berlin tendenzen“ – La Capella Barcelona
- 2006 „CIUDADES INTERNAS / HABANA – BERLIN“ – Havana Biennale
- 2006 „EMBASSY OF ARCADIA“ – Eröffnung eines Konsulates Arkadiens – ACC Galerie, Weimar
- 2006 „EMBASSY OF ARCADIA“ – Eröffnung der Botschaft Arkadiens – Galerie artMbassy, Berlin
- 2006 „LiebesShow“ – Neue Nationalgalerie, Berlin
- 2006 „TV REAL“ – taz, Berlin
- 2005 „100%SICHER“ – GDK, Berlin
- 2005 „TV REAL“ – Kunsthaus Bregenz
- 2005 „Überreichweiten“ – Motorenhalle, Projektzentrum für Zeitgenössische Kunst, Dresden
- 2004 „Borne in Europe“ – New Identities, Martin-Gropius-Bau, Berlin
- 2004 „Todeskongress“ – Galerie Matthias Kampl, Berlin
- 2004 „VolksParsifal“ – Bayreuther Festspiele, Bayreuth
- 2004 „Identity Checkpoint“ – Goethe-Institut Prag, Goethe-Institut Bratislava, Goethe-Institut Budapest
- 2004 „UNTERNEHMEN ZUKUNFT“, Leben ohne Geld – Galerie Meerrettich, Glaspavillon der Volksbühne, Berlin
- 2004 „TV REAL“ – Galerie DNA, Berlin[44]
- 2004 „I AM, Monumental Monument of human beings“ – Galerie HOME, Prag
- 2004 „Überreichweiten“ – acc, Weimar
- 2000 „Rhein 1320,5“ – Deutscher Pavillon/EXPO 2000, Hannover
- 1999 „KLANGMAUER“ – Toninstallation an der 1391 km langen Grenze zwischen Deutschland und Deutschland